# The Amanda Show
The Amanda Show is een comedyserie uit de Verenigde Staten die werd uitgezonden van 6 november 1999 tot 14 september 2002 in Amerika op Nickelodeon. De serie is ook een tijdje op de Nederlandse Nickelodeon te zien geweest. De hoofdrollen werden gespeeld door Amanda Bynes, Drake Bell en Nancy Sullivan. Het programma is een spin-off van de komedieserie All That.

## Opmerkelijke sketches
- Judge Trudy (Rechter Trudy) - Deze sketch is een parodie op de Amerikaanse televisieserie Judge Judy. De sketch heeft een aantal overeenkomsten met de serie. Judge Trudy draagt bijvoorbeeld eenzelfde soort kant als Judge Judy. De pedel van Judge Trudy is, net als de pedel van Judge Judy Afro-Amerikaans. Judge Trudy werd gespeeld door Amanda. In de sketches zeurde de beschuldigde Judge Trudy ervan veel te jong te zijn om rechter te kunnen zijn. In de sketch kwam er meestal een tiener-aanklager, die meestal zijn of haar ouders aanklaagde, omdat hij of zij onterecht huisarrest had gekregen of moest nablijven. Trudy geeft de kinderen altijd gelijk. Judge Trudy geeft de ouders dan altijd de vreemdste straffen. Judge Judy, uit het echte televisieprogramma deed vaak kleine zaken, Judge Trudy behandelt de ouders als zware criminelen. Aan het einde van elke Judge Trudy-sketch riep Judge Trudy de Dancing Lobsters (de Dansende Kreeften).
- When ... Attack! (Als ... aanvallen!) - Deze sketch was een parodie op drama's, zoals "Als dieren aanvallen". Amanda presenteerde, steeds onder een andere naam, een programma waarin werd gekeken naar hoe een groep mensen of dingen, zoals oude vrouwen, cheerleaders en Brady's mensen aanvielen. Ze liet de kijker twee fragmenten van de aanval zien, en daarna nog eens in slow motion. De mensen die werden aangevallen, worden daarna geïnterviewd, wat ze zeggen is net daarvoor precies door Amanda gezegd. Aan het einde van de scène vraagt Amanda de kijker om een telefoonnummer te bellen wat lijkt op de volgende: "1-500-Ik-Zag-Net-Dat-De-Cheerleaders-Iemand-Aanvielen-En-Nu-Bel-Ik-Naar-Dit-Nummer-Om-Te-Vertellen-Wat-Ik-Net-Heb-Gezien". Dan komen de cheerleaders, of welke groep die dan in de sketch wordt genoemd, in de studio. Ze rennen dan achter Amanda aan en uiteindelijk nemen ze de cameraman te grazen.
- Moody's Point - Een over-de-top parodie op tiener soaps en dramaseries. Amanda speelt de zwaar emotionele Moody, van wie de moeder is omgekomen bij een ongeluk met een luchtballon. Bij de sketch komen ook haar vrienden voor, zoals Misty, die erg snel wordt beledigd en Spalding, die ontzettend verliefd is op Moody, maar haar steeds bekritiseert, waardoor hij steeds wordt geslagen met spullen die zomaar verschijnen. Elke aflevering heeft zijn eigen verhaallijn en stopt ook steeds met een cliffhanger.
- Penelope Taynt - Penelope Taynt is Amanda's superfan, die helemaal van Amanda bezeten is. Penelope wordt gespeeld door Amanda. In de comedyserie heeft ze een eigen website, amandaplease.com, die eigenlijk werd gebruikt als website voor de serie. Penelope zegt steeds "please", in bijna elke zin. Dit komt volgens haar doordat haar altijd is geleerd om alstublieft te zeggen wanneer ze iets wil, en ze wil Amanda graag ontmoeten. Penelope probeert om de vreemdste manieren om Amanda te ontmoeten, maar ze mist haar altijd nét.
- A Hillbilly Moment - Amanda en Drake worden verkleed als domme boerenkinkels. Amanda begint altijd met de klop-klop grap. Drake vraagt dan altijd "Wie is daar?", Amanda zegt dan "Ik ga je slaan met een ...", en daarna heeft ze opeens een voorwerp in haar hand waarmee ze Drake slaat.
- The girls room - Groepje vriendinnen in de meisjes-wc's (hun gasten zijn wie dan ook maar binnen komt lopen). Amanda speelt Amber, een meisje dat heel erg populair is. Christina Millian speelt Sheila, een gewelddadig meisje.

Dan is er nog Tammy, een uitwisselingsstudent uit Tennessee en Debbie, die heel erg dom is.

## Cast
- Amanda Bynes (1999-2002)
- Drake Bell (1999-2002)
- Nancy Sullivan (1999-2002)
- Raquel Lee (1999-2000)
- John Kassir (1999-2000)
- Josh Peck (2000-2002)
- Radley Watkins (2000-2002)
- Molly Orr (2000-2002)

## Afleveringen
| Seizoen   | Aantal | Eerste uitzending | Laatste uitzending |
| --------- | ------ | ----------------- | ------------------ |
| Seizoen 1 | 13     | 6 november 1999   | 19 februari 2000   |
| Seizoen 2 | 17     | 15 juli 2000      | 7 april 2001       |
| Seizoen 3 | 9      | 19 januari 2002   | 14 september 2002  |